# 415
415 је била проста година.

## Догађаји
- Констанције III, римски генерал (магистер милитум), протерује Визиготе из Галије. Он хвата узурпатора Приска Атала и шаље га под војном пратњом у Равену.
- Визиготи нападају Иберијско полуострво и почињу да освајају територију коју су претходно заузели Вандали. Краљ Атаулф и његова трудна жена Гала Плацидија напуштају Галију Нарбоненсис; пресељавају се у Барселону. Њихов мали син, Теодосије, умире у детињству, елиминишући прилику за римско-визиготску линију. Атаулф је убијен у палати док се купао. Сигерик га је наследио, али после седмодневне владавине и он бива убијен.
- Јесен – Валија, брат Атаулфа, постаје краљ Визигота. Он прихвата мировни уговор са царем Хоноријем, у замену за набавку од 600.000 мера жита. После преговора шаље Галу Плацидију у Рим са таоцима.
- 18. март – Река Дејсан поплавила је Едесу, Месопотамија.
- Март – Хипатија Александријска, филозоф неоплатониста, убијена је од стране хришћанске гомиле нитријских монаха у храму Цезаријум. Нови патријарх Александрије, Кирил се сматра оговорним, јер је претхоно критиковао Хипатијин научни рационализам .
- Јован Касијан, хришћански теолог, настанио се у манастиру у Марсеју (Галија); он организује монашке заједнице по источном узору.
- Евстатијански раскол у Антиохији је зацељен.

## Смрти
- март – Убијена Хипатија Александријска, неоплатонистичка филозофкиња
- 15. август — Атаулф, краљ Визигота, убијен
- 22. август — Сигерик, краљ Визигота, убијен
- Чандрагупта, цар Царства Гупта (Индија)
- Термантија, римска царица, Хоноријева супруга